# Теодорос Делиянис
Теодорос Делиянис (на гръцки: Θεόδωρος Δηλιγιάννης) е гръцки политик. Присъства при подписването на Берлинския договор като представител на Гърция.

## Политически път
- 1867-187?: Посланик в Париж
- 187? – : Външен министър. Като външен министър присъства при подписването на Берлинския договор. Успява да постигне корекции на границите с османската империя, като от 1881 в територията на Гърция се включват Тесалия и Арта.
- 1885-1886: Министър-председател
- 1891: Министър-председател и министър на финансите[1]
- 1895-1897: Министър-председател. Под негово ръководство избухва Гръцко-турската война (1897). След като Гърция претърпява поръжение подава оставка.
- 1902-1903: Министър-председател
- 1904-1905: Министър-председател, когато е убит пред гръцкия парламент.